# 4-Metil-1-pentanol
4-Metil-1-pentanol (IUPAC ime, takođe poznat kao izoheksil alkohol) je organsko hemijsko jedinjenje. On je nađen u longan voću.